# Florens-Louis Heidsieck
Pour les articles homonymes, voir Heidsieck.
Florens-Louis Heidsieck, né le 23 novembre 1749 à Borgholzhausen en comté de Ravensberg et mort le 17 octobre 1828 à Reims, est le fondateur en 1785 de la Maison de négoce de draps et de vins de Champagne Heidsieck & Cie.

## Biographie
Il est le fils d'un pasteur luthérien de Westphalie. Il est envoyé par sa maison de négoce en drap pour suivre un procès à Reims puis s'y s'installe dans les années 1770 comme drapier et il y découvre le vin et son négoce. Il épouse Agathe Perthois à Paris en 1785 devant un pasteur, fille de Reims et eurent un fils Henri Louis, baptisé en la paroisse Saint-Hilaire de Reims qui décédait à l'âge de cinq ans et demi. Il n'est ni vigneron, ni Rémois, mais il a du talent et c'est un travailleur acharné. Il fonde la Maison Heidsieck & Cie en 1785 qui eut son siège en la maison famille jusqu'en 1923. Il fait venir des membres de sa famille en la ville pour le seconder.
Il s'installe avec son épouse rue Albert-Réville et sa maison sert de lieu de réunion pour quelques familles du culte réformé tant que celui-ci est interdit en ville. Il prit la nationalité française et devint membre de la garde municipale. Agathe décède en 1812 et lui en 1828, sa fortune fut léguée à Ferdinand Walbaum et gérée par son père Henry Louis jusqu'à l'âge de ses trente ans.
La maison de champagne étant gérée par les trois cousins Henri-Louis Walbaum, Frédéric-Auguste Delius et Christian Heidsieck.